# Bana, Burkina Faso
Bana är en ort i Burkina Faso.   Den ligger i regionen Boucle du Mouhoun, i den västra delen av landet, 210 kilometer väster om huvudstaden Ouagadougou. Bana ligger 357 meter över havet och antalet invånare är 2 769.
Terrängen runt Bana är platt. Närmaste större samhälle är Ouona, 7,8 kilometer nordväst om Bana.
Omgivningarna runt Bana är en mosaik av jordbruksmark och naturlig växtlighet. Runt Bana är det ganska tätbefolkat, med 52 invånare per kvadratkilometer.